# Bélégézites

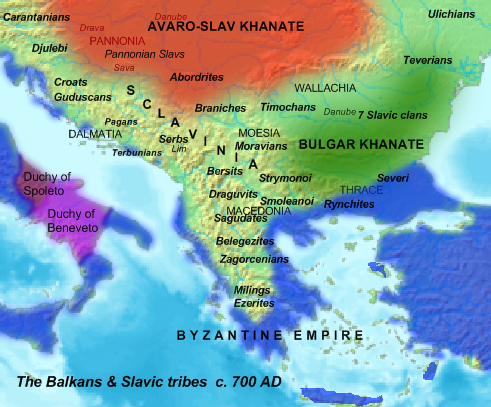
Localisation des tribus slaves vers 700

Les Bélégézites ou Vélzites sont une tribu slave arrivée dans la Péninsule balkanique au VIe siècle et VIIe siècle. Ils s'installent en Thessalie et créèrent des communautés autonomes (voir Sklavinies), conservant ainsi leur identité et leur parler slave tout au long du Haut Moyen Âge, avant d'être finalement hellénisés.
Ils sont l'une des tribus mentionnées dans les Miracles de Saint Demetrios.